# 神田たけ志
神田 たけ志（かんだ たけし、1948年5月12日 - ）は、日本の漫画家。北海道根室市出身。

## 経歴
1948年5月12日、根室市に生まれる。
さいとう・たかをのアシスタント勤務となり、『ゴルゴ13』の作画スタッフに参加する。
1970年、『復活は血のメロディー』でデビュー。同年、小池一夫原作の『御用牙』がヒットする。同年ごろに、小池一夫らとともに『スタジオ・シップ』を起こす。吉川英治の『宮本武蔵』の劇画化や、伝説の麻雀の裏プロ桜井章一の半生の劇画化の『ショーイチ』シリーズが有名である。ジャンルは、時代劇モノ、極道関連、麻雀関連となる。

## 有名な作品
- 『御用牙』全14巻（小池一夫原作、1970年10月 - 1976年12月 ヤングコミック連載 少年画報社）
1972年に、勝プロ製作、勝新太郎主演、東宝配給にて映画化される。1994年に、渡辺謙主演でドラマ化されていたが、お蔵入りで、2004年3月6日、時代劇専門チャンネルにて放送される[2]。
- 『唖侍鬼一法眼』（五社英雄原作、1972年8月17日 - 1973年7月5日 アサヒ芸能連載 徳間書店）
後にテレビドラマ化、1973年10月7日から1974年3月31日にかけて放映。
- 『宮本武蔵』全10巻（吉川英治 原作:1984年 - 1985年 講談社）
吉川の小説『宮本武蔵』の劇画化
- 『ショーイチ』（柳史一郎原作、1989年 - 1994年 近代麻雀ゴールド連載 竹書房）
　麻雀の裏プロの桜井章一を登場させている。
- 『氷壁の達人』全3巻（1991年 - 1992年 コミックGiga連載 主婦と生活社）
　実在の登山家の小西政継を主人公とした作品
- 『裁きの銀』（向谷匡史原作、漫画サンデー連載 実業之日本社）
2002年に東幹久主演でOV化。
- 『飢狼の系譜―実録・安藤組』全8巻（安藤昇原作、2001年 - 2002年 竹書房）
安藤昇を主人公としつつも、安藤組の幹部を実名で登場させている。横井英樹襲撃事件について、取り上げられている。

## その他
- 『十手無頼 地獄の辰』（笹沢佐保原作、芸文社）
- 『天呆銭』（週刊漫画ゴラク連載 日本文芸社）
- 『ワイルドターキー B-1爆破作戦』（レイモンド鷹井原作、漫画サンデー連載 実業之日本社）
- 『梟たちの唄』（梶川良原作、コミック社および竹書房）
- 『けものへん』（狩撫麻礼原作、芳文社）
- 『歌仙幻殺行』（双葉社）
- 『妖かし丸』（滝沢解原作、双葉社）
- 『鷺師』（東史朗原作、竹書房）
- 『ザ・ライブ』（竹書房）
- 『天道』（漫画ゴラク連載 日本文芸社）
- 『料して候』（荒仁原作、漫画ゴラクネクスター連載 日本文芸社）
- 『シラビソの花-天保女敵討始末-』（荒仁原作、漫画ゴラクネクスター連載 日本文芸社）
- 『闇貸師 〜喜三郎手控〜』（向谷匡史原作、漫画サンデー連載 実業之日本社）
- 『歳三〜新撰組箱館戦記〜』（小池書院）←「北の獅子」の復刻版
- 『刀化粧』（小池一夫原作、小池書院）
- 『百々の拷問蔵』（小池一夫原作）